# لیلا باروس
لیلا باروس (انگلیسی: Leila Barros؛ زادهٔ september ۳۰, ۱۹۷۱ (۵۳ سال)) سیاست‌مدار اهل برزیل است.